# Masque fang
Pour les articles homonymes, voir Fang.
Le masque fang est un masque en bois exotique blanchi au kaolin issu de l'art traditionnel du Gabon. Créé à une date inconnue par un ou des sculpteurs fangs anonymes, il est acheté en France par le peintre Maurice de Vlaminck en 1904. Revendu en 1905 à son ami André Derain, qui le montre à Henri Matisse et Pablo Picasso, puis le conserve jusqu'à sa mort en 1954, il est aujourd'hui conservé au musée national d'Art moderne, à Paris, à la suite d'un legs d'Alice Derain en 1982. Picasso empruntera le masque à Derain et réalisera la tête de Fernande Olivier en véritable icône du primivitisme du XXe siècle. Hiver 1906-07.

## Masque d'Alès
En 2023, au tribunal d'Alès, un masque fang de plusieurs millions d'euros est revendiqué par des particuliers opposés à l'état du Gabon.

## Expositions
- Le Cubisme, Centre national d'art et de culture Georges-Pompidou, Paris, 2018-2019.